# Déli-Homokhátság
Déli-Homokhátság este o arie protejată (arie specială de conservare — SAC, sit de importanță comunitară — SCI) din Ungaria întinsă pe o suprafață de 2.385,97 ha, integral pe uscat.

## Localizare
Centrul sitului Déli-Homokhátság este situat la coordonatele 46°12′18″N 19°38′50″E / 46.205°N 19.647222°E.

## Înființare
Situl Déli-Homokhátság a fost declarat sit de importanță comunitară în mai 2004 pentru a proteja 5 specii de plante și 10 specii de animale. Situl a fost protejat și ca arie specială de conservare în februarie 2010.

## Biodiversitate
Situată în ecoregiunea panonică, aria protejată conține 7 habitate naturale: Stepe și mlaștini sărate panonice, Păduri mixte riverane de Quercus robur, Ulmus laevis și Ulmus minor, Fraxinus excelsior sau Fraxinus angustifolia, de-a lungul marilor râuri (Ulmenion minoris), Pajiști cu Molinia pe soluri calcaroase, turboase sau argilos-nămoloase (Molinion caeruleae), Tufărișuri panonice ale dunelor de nisip continentale (Junipero-Populetum albae), Păduri stepice euro-siberiene cu Quercus spp., Stepe panonice nisipoase, Pajiști aluvionare inundabile, de Cnidion dubii.
La baza desemnării sitului se află mai multe specii protejate:
- plante (5): Cirsium brachycephalum, Colchicum arenarium, Dianthus diutinus, Gladiolus palustris, Iris humilis subsp. arenaria
- amfibieni (2): buhai de baltă cu burta roșie (Bombina bombina), triton cu creastă dobrogean (Triturus dobrogicus)
- mamifere (3): vidră de râu (Lutra lutra), dihor de stepă (Mustela eversmanii), popândău (Spermophilus citellus)
- nevertebrate (4): Anisus vorticulus, Chondrosoma fiduciarium, Vertigo angustior, Vertigo moulinsiana
- reptile (1): țestoasa de baltă (Emys orbicularis)

Pe lângă speciile protejate, pe teritoriul sitului au mai fost identificate 27 de specii de plante, 6 specii de amfibieni, 2 specii de mamifere, 12 specii de nevertebrate, 4 specii de reptile.